# 克萊曼丁娜 (奥地利女大公)
克萊曼丁娜（義大利語：Clementina，1798年3月1日—1881年9月3日）是奥地利女大公和薩萊諾親王妃。
克萊曼丁娜是神圣罗马帝国末代皇帝弗朗茨二世（神罗解体后称奥地利的弗朗茨一世）的女兒。她的兄弟姐妹包括法兰西皇后瑪麗·路易莎、巴西皇后利奧波丁娜和弗兰茨·卡尔大公等。
1816年，她和两西西里王国的王子和她母亲的弟弟利奥波德结婚。克萊曼丁娜婚后诞下四名子女，其中只有长女活到成年。